# 罗金玲
罗金玲（1979年—），云南景东人，彝族，中华人民共和国政治人物、第十二届全国人民代表大会云南地区代表。
毕业于北京交通大学土木工程专业公路工程与管理方向。2013年，担任全国人大代表。